# Siège de Laodicée (1119)
Guerres byzantino-seldjoukides
Batailles
- Kapetrou
- 1re Manzikert
- Césarée
- Iconium
- 2e Manzikert
- Campagnes seldjoukides en mer Égée
- 2e Nicée
- 3e Nicée (en)
- Philomélion
- Campagnes de Jean II Comnène
- Laodicée
- Shaizar
- Myriokephalon
- Hyelion et Leimocheir
- Cotyaeum
- Trébizonde
- Antalya
- Antioche du Méandre

Le siège de Laodicée est une opération militaire menée victorieusement pas les Byzantins, qui se solde en 1119 par la reconquête de Laodicée du Lycos, alors contrôlée par les Seldjoukides.

## Contexte
En montant sur le trône en 1118, l'empereur byzantin Jean II Comnène se trouve confronté à la présence continue des Turcs en Phrygie et le long du Méandre,. Jean entend reconquérir la ville de Laodicée et, au printemps 1119, mène une armée contre elle,.

## Siège
Lorsque l'armée atteint la ville byzantine de Philadelphie, Jean construit un camp fortifié et envoie une force sous le commandement du grand domestique Jean Axouch, afin d'attaquer Laodicée. La ville est défendue par une force de 700 à 800 Turcs, placés sous les ordres du commandant expérimenté Alp-qara,. Quelque temps plus tard, l'armée de Jean marche, à son tour, sur Laodicée et construit des fortifications autour de la ville. La ville tombe aux mains des Byzantins sans grande résistance.

## Conséquences
Jean établit une garnison et réapprovisionne la ville en quantité suffisante de vivres, puis il retourne à Constantinople,.